# Mank
Mank je město v Rakousku ve spolkové zemi Dolní Rakousy v okrese Melk. Žije zde přibližně 3 200 obyvatel.

## Geografie

### Geografická poloha
Mank se nachází ve spolkové zemi Dolní Rakousy v regionu Mostviertel. Rozloha území obce činí 33,61 km².

### Části obce
Území města Mank se skládá ze třiceti šesti částí (v závorce uveden počet obyvatel k 1. 1. 2018):
| - Aichen (23) - Altenhofen (11) - Anzenbach (48) - Bodendorf (29) - Busendorf (58) - Dorna (13) - Fohra (18) - Fritzberg (20) - Gries (25) - Großaigen (118) - Hagberg (14) - Hörgstberg (33) | - Hörsdorf (67) - Kälberhart (41) - Kleinaigen (29) - Kleinzell (30) - Lehen (24) - Loipersdorf (32) - Loitsbach (29) - Loitsdorf (44) - Mank (2 021) - Massendorf (42) - Münichhofen (41) - Nacht (21) | - Oberschmidbach (37) - Pichlreit (7) - Pölla (41) - Poppendorf (64) - Ritzenberg (32) - Rührsdorf (24) - Sankt Frein (18) - Sankt Haus (14) - Simonsberg (45) - Strannersdorf (26) - Wies (50) - Wolkersdorf (30) |

### Sousední obce
- na severu: Hürm
- na východě: Kilb
- na jihu: Kirnberg an der Mank
- na západě: St. Leonhard am Forst

## Politika

### Obecní zastupitelstvo
Obecní zastupitelstvo se skládá z 23 členů. Od komunálních voleb v roce 2015 zastávají následující strany tyto mandáty:
- 18 ÖVP
- 3 SPÖ
- 2 FPÖ

### Starosta
Nynějším starostou města Mank je Martin Leonhardsberger ze strany ÖVP.